# Michał Filipiak
Michał Filipiak (ur. 1 maja 1980 w Łodzi) – polski aktor filmowy, telewizyjny i teatralny. Telewidzom znany głównie jako odtwórca roli Aleksandra Ola Nowika w serialu Bulionerzy.
Absolwent klasy o profilu teatralno-filmowym w VI Liceum Ogólnokształcącym w Łodzi i Wydziału Aktorskiego Państwowej Wyższej Szkoły Filmowej, Telewizyjnej i Teatralnej im. Leona Schillera w Łodzi (2006).
Za rolę Fiodora w Gąsce otrzymał w 2006 drugą nagrodę jury na XXIV Festiwalu Szkół Teatralnych w Łodzi.
Żonaty z aktorką Katarzyną Cynke.

## Filmografia
- 2004: Dalej (etiuda szkolna) – autostopowicz
- 2004-2006: Bulionerzy – Aleksander Olo Nowik
- 2005: Z odzysku – Baton
- 2006: Wielkie Bobby (spektakl telewizyjny) – Flynn
- 2006–2007: Dwie strony medalu – Mały
- 2007–2008: Glina (serial telewizyjny) – Robert Jarosz (odc. 16–17)
- Ojciec Mateusz:
  - 2008 – policjant Darek Bednarek (odc. 4)
  - 2018 – młodszy aspirant Duda (odc. 255)
- 2008: Kryminalni – Gruby (odc. 92)
- 2009: Czas honoru – handlarz na bazarze (odc. 15, 19, 21, 23, 25)
- 2010: Nie ten człowiek – posterunkowy
- 2011: Lord (etiuda szkolna) – posłaniec
- 2012: Misja Afganistan – mechanik (odc. 6, 8)
- 2012: Bez wstydu – oświetleniowiec Kazik
- 2013: Mimo złego – pedagog
- Komisarz Alex:
  - 2014 – Paweł Sztajn, brat Artura (odc. 77)
  - 2022 – złomiarz Owczarek (odc. 224)
- 2016: Smoleńsk – prowodyr napastników
- O mnie się nie martw:
  - 2016 – ochroniarz (odc. 48)
  - 2018 – mężczyzna z nożem (odc. 102)
- 2016: Jestem mordercą – milicjant Witek
- 2017: Pod wspólnym niebem – Mirosław Rybacki, osobisty asystent Ministra Spraw Wewnętrznych (odc. 9, 11–12)
- 2017: Dziewczyny ze Lwowa – tajniak (odc. 15, 24–26)
- 2017: Barwy szczęścia – Sokołowski, ojciec Sławka (odc. 1584, 1594)
- 2018: Rojst – pracownik Orbisu (odc. 2)
- 2018: Kruk. Szepty słychać o zmroku – policjant Borowiecki
- 2018: Chyłka. Zaginięcie – detektyw (odc. 6)
- 2018: Korona królów – bojar Dymitr (odc. 68–70)
- 2019: Młody Piłsudski – Wacław Sieroszewski (odc. 6)
- 2019: Ikar. Legenda Mietka Kosza – kontrabasista Włodek
- 2020: Zabić z miłości – kochanek
- 2021: Tych dwoje (etiuda szkolna) – Gaweł
- 2022: Pewnego razu na krajowej jedynce – Telewizor (odc. 3)
- 2023: Morderczynie – Staszek Janczak, brat Jakuba (odc. 3–4)
- 2024: Płonący cień (etiuda szkolna) – strażak
- 2024: Idź przodem, bracie – Grzegorz Czorny, brat Damiana (odc. 1–6)
- 2025: Kibic – „Beka”